# کالیپی
کالیپی (به انگلیسی: Kaliopi) (زاده ۲۸ دسامبر ۱۹۶۶) خواننده اهل مقدونیه است.
او در مسابقه آواز یوروویژن ۱۹۹۶ ، مسابقه آواز یوروویژن ۲۰۱۲ ، مسابقه آواز یوروویژن ۲۰۱۶ نماینده مقدونیه بود .